# 3. prekomorska brigada NOVJ
3. prekomorska (udarna) brigada je bila ustanovljena 7. decembra 1943 v Gravini in Carbonari in je februarja 1944 štela 4 bataljone s 1880 borci, izmed katerih je bilo 1120 Slovencev, 450 Hrvatov, 150 Italijanov, 125 Črnogorcev, 15 Srbov  in  nekaj drugih. V sestavi 4.bataljona je bila ustanovljena italijanska četa "Antonio Gramsci". Brigada je ob odhodu v domovino dobila še prištabne enote in sicer četo za zvezo, protitankovsko in protiletalsko četo, intendantsko četo, inženirsko četo in minometno četo, število njenih pripadnikov pa se je takrat povečalo na 2245. Iz Italije je bila marca 1944 premeščena na Vis. Junija 1944 se je pridružila desantom 26. divizije na Brač, septembra na Korčulo ter Pelješac, oktobra pa na Makarsko in Split. Spomladi leta 1945 se je brigada bojevala na območju Like, Hrvaškega primorja, Reke in Ilirske Bistrice. Kapitulacijo Nemčije je brigada dočakala v italijanskem Tržiču. Junija 1945 se brigada umakne v zahodno Istro, kjer deluje vse do marca 1948 ko se njene enote vključijo ob preoblikovanju Jugoslovanske armade v garnizijo JA na gorenjskem (Bohinjska Bela). Od ustanovitve brigade je do osvoboditve domovine padlo najmanj 858 njenih bork in borcev.

## Organizacija
1943
- štab in prištabne enote
- 1. bataljon
- 2. bataljon
- 3. bataljon

1944
- štab in prištabne enote
- 1. bataljon
- 2. bataljon
- 3. bataljon
- 4. bataljon

## Poveljstvo
1943
- poveljnik: dr. France Hočevar
- politični komisar: Halid Selkanović

1944
- poveljnik: Božo Blažević
- politični komisar: dr. France Hočevar

- poveljnik: Bogdan Viskić
- politični komisar: Stane Bobnar

1945
- poveljnik: Stevo Pečanac
- politični komisar: Vinko Milić

## Odlikovanja
- red ljudske osvoboditve
- red zaslug za ljudstvo z zlato zvezdo
- red bratstva in enotnosti z zlatim vencem